# Rajamahendravaram
Rajamahendravaram (tot 2015: Rajahmundry) is een stad in het zuidelijk deel van India. Het is de hoofdstad van het district Oost-Godavari. De stad telt 341.831 inwoners (2011).

## Etymologie
De stad is vernoemd naar Rajaraja Narendra, die in de 11e eeuw over de stad heerste.

## Geboren
- Harshvardhan Rane (1983), acteur

- Gemeinsame Normdatei: 4297805-1